# Реал Мадрид Кастілья
«Реа́л Мадри́д Кастілья» (ісп. Real Madrid Castilla Club de Fútbol) — іспанський футбольний клуб з Мадрида, заснований 16 грудня 1930 року. Є резервною командою клубу «Реал Мадрид». Гостей приймає на стадіоні «Альфредо ді Стефано», що вміщає 6 000 глядачів. Через те, що, за правилами іспанської ліги резервні команди не можуть грати в одній лізі з основною командою, «Реал Мадрид Кастілья» ніколи не піднімався в Прімеру, хоча й вигравав Сегунду у сезоні 1983/84.

## Історія
Клуб заснований 16 грудня 1926 року. Головним досягненням клубу є вихід у фінал кубка Іспанії в сезоні 1979—1980, де клуб поступився основній команді мадридського «Реала». Цей успіх дозволив команді виступити в Кубку Кубків 1980—1981. Цей факт виступу в єврокубку резервної команди є унікальним в історії європейського футболу.
У сезоні 2011/12 «Реал Мадрид Кастілья» зайняв перше місце у своїй групі в Сегунді Б, а в плей-офф переграв «Кадіс» з сумарним рахунком 8:1 і після п'ятирічної перерви повернувся у другий за значимістю дивізіон в Іспанії — Сегунду.
Після двох сезонів у Сегунді, «Кастілья» знову повернулась до Сегунди Б.

## Досягнення
- Фіналіст Кубок Іспанії (1) : 1979/80
- Переможець Сегунди (1) : 1983/84
- Переможець Сегунди Б (4) : 1990/91, 2001/02, 2004/05, 2011/12
- Переможець Терсери (6) : 1948/49, 1954/55, 1956/57, 1963/64, 1965/66, 1967/68